# Luis Gabriel Castro
 Luis Gabriel Castro Pardo (Santa Marta, Magdalena, 28 de julio de 1985) es un futbolista colombiano nacionalizado hondureño. Juega como defensa y su equipo actual es el Parrillas One de la Liga de Ascenso de Honduras.

## Trayectoria

### DIM
Hizo todas las divisiones menores en el  Independiente Medellín, con el que dio el salto al primer equipo en el 2004 donde el 27 de junio de ese año obtiene la Copa Mustang. Posteriormente sería fichado a préstamo en clubes de la Primera B como Pumas de Casanare y Bajo Cauca.

### Real Juventud
En 2008, se anunció su fichaje por el Real Juventud del fútbol hondureño, con el que marcó 2 goles; uno ante el Deportes Savio y el otro gol lo convirtió contra el Vida el 6 de marzo de 2010, en un partido que terminó 4-1 en contra, marcando el único gol de su equipo.

### Vida
Después del descenso del Real Juventud, Castro se vio obligado a salir del equipo para no perder su nivel. Fue así que aceptó una oferta del Vida, haciendo su debut ante Real España. 

### Marathón
El 26 de mayo de 2012 es anunciado como refuerzo del Marathón para encarar el Apertura 2012 y la Concacaf Liga Campeones 2012-13. Debutó el 29 de julio, en el empate 1-1, contra Platense en el Estadio Excelsior, en partido correspondiente a la 1° Jornada del Apertura. El 19 de septiembre de 2012 disputó su primer encuentro internacional y lo hizo ante el Seattle Sounders de la Major League Soccer. Aquel partido válido por la Concacaf Liga Campeones terminó con derrota de Marathón por 3 goles a 2.

### Motagua
El 24 de mayo del 2013 es presentado como nuevo refuerzo para el Motagua con contrato por 1 año, luego de que este equipo adquiriera el 100% de su pase.
Reforzó la defensa del cuadro azul profundo, luego de la venta de Nery Medina a Olimpia. Bajo la dirección técnica del serbio Hristo Vidaković, el zaguero colombiano vería muy pocas acciones, pues el estratega argumentaba que su contratación, al igual que la del seleccionado salvadoreño Isidro Gutiérrez, se había dado sin su consentimiento. El 18 de agosto de 2013, mientras se disputaba la tercera jornada del Torneo Apertura 2013, Castro realizó su debut para Motagua, en el empate de 1-1 frente a Marathón. Reapareció hasta en la última jornada del torneo, en la derrota de visita por 1-0 frente a Platense el 10 de noviembre de 2013. 
Para el siguiente torneo, y con la llegada de Diego Martín Vásquez a la dirección técnica del club, el panorama mejoraría para Castro, ya que tuvo mayores chances. Sin embargo, Motagua no le renovó su contrato, debido a que en el puesto había otros jugadores que mostraban mejor nivel como Henry Figueroa, Juan Pablo Montes y el mismo Júnior Izaguirre,

### Vida
El 2 de julio de 2014 se confirmaría su regreso al Vida, convirtiéndose en el segundo refuerzo colombiano del club después de Roberto Riascos.

### Platense
El 28 de diciembre de 2014 se anunció su venta al Platense.

## Selección nacional
El seleccionador Reinaldo Rueda lo convocó para el Campeonato Sudamericano Sub-20 de 2005, llevado a cabo en Colombia. Hizo parte de un excelente grupo de jugadores como Freddy Guarín, Radamel Falcao, Camilo Zúñiga, Cristian Zapata y Carlos Valdés entre otros.

## Clubes
| Club                 | País     | Año         |
| -------------------- | -------- | ----------- |
| DIM                  | Colombia | 2004 - 2006 |
| Pumas de Casanare    | Colombia | 2006        |
| Bajo Cauca           | Colombia | 2007        |
| Real Juventud        | Honduras | 2008 - 2010 |
| Vida                 | Honduras | 2010 - 2012 |
| Marathón             | Honduras | 2012 - 2013 |
| Motagua              | Honduras | 2013 - 2014 |
| Vida                 | Honduras | 2014        |
| Platense             | Honduras | 2015 - 2018 |
| Real Juventud        | Honduras | 2019 - 2021 |
| Genesis de Comayagua | Honduras | 2022 - 2023 |
| Parrillas One        | Honduras | 2023 - Act. |

## Palmarés

### Campeonatos nacionales
| Título              | Club                   | País     | Año  |
| ------------------- | ---------------------- | -------- | ---- |
| Categoría Primera A | Independiente Medellín | Colombia | 2004 |

### Copas internacionales
| Título              | Equipo (*)         | Sede     | Año  |
| ------------------- | ------------------ | -------- | ---- |
| Sudamericano Sub-20 | Selección Colombia | Colombia | 2005 |

(*) Incluyendo la selección